# Chasselas (gemeente)
Chasselas is een gemeente in het Franse departement Saône-et-Loire (regio Bourgogne-Franche-Comté) en telt 168 inwoners (2019). De plaats maakt deel uit van het arrondissement Mâcon.

## Geografie
De oppervlakte van Chasselas bedraagt 2,56 km², de bevolkingsdichtheid is 65,6 inwoners per km².
De onderstaande kaart toont de ligging van Chasselas (gemeente) met de belangrijkste infrastructuur en aangrenzende gemeenten.

## Demografie
Onderstaande figuur toont het verloop van het inwonertal (bron: INSEE-tellingen).